# MegaNoticias
Canal 19 es un canal de televisión abierta salvadoreño, propiedad del Grupo Megavisión. Su programación se basa en noticias y deportes.

## Historia
Inicialmente tomaba el nombre de Canal 19 en su franja de horario preferencial que primero era un canal femenino de 1995 a 1998, y anteriormente afiliado al canal argentino Siempre Mujer después se ocupaba de la programación de Nickelodeon, MTV y Fashion TV de 1998 a 2002, y más tarde solo de Nickelodeon durante 10 años.
La señal retransmitia la programación de Nickelodeon Latinoamérica pero con algunas diferencias, como el emitir repeticiones de series qué ya no se transmitían en la señal original así como comerciales propios. 
Dentro de la programación habitual hubo también producciones salvadoreñas dirigidas al público infantil como Din Don (que después fue adquirida por Canal 33 en 2006), El rincón Nick, Chiquitines y GT.
El 31 de mayo de 2012, Canal 19 cesó su habitual transmisión orientada al público infantil. Se reemplazó por el regreso de transmisión de la señal de Canal 21. El cese se debió a que MTV Latinoamérica anunció que no seguiría proporcionando producción de Nickelodeon, la cual era la columna vertebral en la transmisión de dicho canal. Para hacer que el Canal 19, llegara a su transmisión de despedida.
El 3 de septiembre de 2012, se lanzó MegaNoticias con una oferta especializada en noticieros y programas de opinión, en la señal que primero fue el Canal de la Mujer y luego Nickelodeon.

## Programación
La programación de Canal 19 entrega diferentes tipos de programación noticiosa como Telenoticias Megavisión y boletines de noticias durante todo el día.
También contó con programación deportiva transmitiendo la Copa de Francia, el Fútbol Italiano, los campeonatos de la CONMEBOL, entre otros.
En 2023 Canal 19 se convirtió en la señal repetidora de Canal 6 Multimedios de México transmitiendo algunos de sus programas como Vivalavi CDMX, C4: En Alerta, Chismorreo, SNSerio, Informatrillo, La Bola del Seis, Amazon Music News, Menos Serio Q SNSerio, entre otros hasta mayo de 2024.
En 2024 Canal 19 inició sus transmisiones en señal digital. También inició la transmisión simultánea de programas de Radio Fuego 107.7 FM, una radio ligada al canal.
Actualmente Canal 19 sirve como canal secundario de Canal 21, transmitiendo en su programación producciones adquiridas por el Grupo Megavisión, como series, telenovelas latinoamericanas, y después de 12 años de dejar de ser la señal salvadoreña de Nickelodeon, en 2024 regresaron a la apuesta de emitir programas infantiles transmitiendo las caricaturas de la productora argentina El Reino Infantil como La granja de Zenón, y algunos animes procedentes de la Fundación Japón, pero sigue emitiendo las producciones propias procedentes de Canal 21 y Radio Fuego 107.7 FM.

## Eslóganes
| Periodo                                           | Eslogan                       |
| ------------------------------------------------- | ----------------------------- |
| 1993-1995 (como el canal argentino Siempre Mujer) | El canal inolvidable          |
| 1995-1998                                         | El canal de la Mujer          |
| 1998-1999                                         | Ponte al Fashion              |
| 1999-2012                                         | El canal de Nickelodeon       |
| 2012-2022                                         | La noticia a toda hora        |
| 2022-presente                                     | Tu canal con conciencia verde |